# Nephargynnis chinanteca
Nephargynnis chinanteca är en fjärilsart som beskrevs av Miller 1972. Nephargynnis chinanteca ingår i släktet Nephargynnis och familjen praktfjärilar. Inga underarter finns listade i Catalogue of Life.